# Đảng Cộng hòa Khmer
Đảng Cộng hòa Khmer (KRP) là đảng phái chính trị được thành lập vào ngày 11 tháng 3 năm 2006, thuộc tổ chức Liên minh Dân chủ Quốc tế từng tham gia tranh cử trong cuộc bầu cử ngày 27 tháng 7 năm 2008 dưới sự lãnh đạo của Lon Rith (con trai của nhà lãnh đạo Cộng hòa Khmer Lon Nol).

## Hệ tư tưởng
Dù đảng sử dụng từ Cộng hòa làm tên gọi, lãnh đạo của KRP cho biết họ "sẽ không tạo dựng một nước Cộng hòa Campuchia". Tuy nhiên họ lại không tin vào sự kết hợp của các hệ tư tưởng từ cánh hữu, cánh tả và phái tự do. Thay vào đó đảng chỉ đề xướng những ý tưởng của cánh hữu như bảo vệ hiến pháp của Vương quốc Campuchia và "chủ quyền quốc gia" của Campuchia cũng như văn hóa và tôn giáo Campuchia.
Các loại ý tưởng cánh tả đã xúc tiến tạo thêm việc làm để cải thiện "chất lượng cuộc sống của nhân dân" và cải thiện nền kinh tế, khu vực nông nghiệp và công nghiệp của Campuchia, Xây dựng nền dân chủ thực sự, khuyến khích và mang lại hi vọng cho những "người lao động các cấp trong các nhà máy, doanh nghiệp và các công ty" của Campuchia để khẳng định quyền của họ sẽ được "bồi thường tùy theo sức khỏe và chức trách của mình". Họ sẽ nhận được một "mòn tiền thưởng khuyến khích, trả tiền theo giờ và lương bổng khác phù hợp với tiêu chuẩn quốc tế". Phần tự do của Đảng Cộng hòa Khmer đang bảo vệ "thương mại thị trường tự do bên trong và bên ngoài" Campuchia. Bên cạnh đó nó cũng yêu cầu quyền tự do "báo chí và tôn giáo" để thể hiện ý kiến của mình.

## Hoạt động
Một trong những hoạt động gần đây nhất là KRP và lãnh đạo Lon Rith đã chọn là tham gia vào cuộc bầu cử quốc hội ngày 27 tháng 7 năm 2008. Kết quả là đảng đứng vị trí thứ 10 trong cuộc bầu cử với "11.693" phiếu bầu.